# Porto Dantas
O Porto D'antas é um bairro de Aracaju, situado entre os bairros Industrial e Japãozinho, limitando-se, ao norte, com o município de Nossa Senhora do Socorro. Encontra-se localizado em uma área privilegiada que é predominantemente residencial, na Zona Norte da capital sergipana. Seus limites com o Bairro Industrial são tão tênues que, muitas vezes, um bairro se confunde com o outro.  Com uma população de 12.000 habitantes, segundo dados do Censo 2010 (IBGE), o bairro tem uma mistura equilibrada de casas e vegetação, graças à Mata Atlântica. Começou a ganhar forma devido ao fim das antigas salinas situadas nas proximidades do Rio do Sal.    

## Topônimo
O nome do bairro se originou do antigo porto de embarcações que se encontrava na localidade, e por causa do grande número de antas que ali habitavam. Daí, o nome Porto das Antas ou, como é conhecido, Porto D'antas.

## Ocupação e Urbanização
A ocupação da região se deu com início da exploração do minério de sal. Essa matéria prima foi um dos grandes motores econômicos do Estado de Sergipe no final do século XIX e meados do século XX. A região do Rio do Sal é muito conhecido na capital por conta da grande quantidade de minério encontrado em suas margens, fator que possibilitou a demarcação dos terrenos ribeirinhos para a extração do minério. A região de Santo Antônio do Aracaju já era conhecida pela tradição salineira antes de se tornar capital do Estado em 17 de março de 1855. 
J.R. Bastos Coelho era um dos grandes comerciantes da matéria prima e dono das salinas situadas na região de Nossa Senhora do Socorro, município que faz fronteira com a capital, e das salinas localizadas do outro lado do Rio pertencentes a Aracaju. Com a decadência econômica, as salinas se extinguiram na primeira metade do século XX, deixando seus resquícios às margens do Rio do Sal e com as demarcações de áreas de extração seus galpões de armazenamentos acabaram sendo abandonados. Com efeito, seus terrenos passaram a serem loteados e ocupados por comunidades de baixa renda. 
No bairro Porto D'antas também se encontra a comunidade do Coqueiral (nome que obteve devido ao grande número de coqueiros que existiam na região) ou Sagrada Família, em áreas de manguezal do rio do Sal,  considerado um dos locais mais pobres de Aracaju, sendo um dos mais problemáticos no tocante à infraestrutura básica e criminalidade. 
Em 2016 foi entregue o Conjunto Residencial José Eduardo Dutra, através do Governo de Sergipe, em homenagem ao senador José Eduardo Dutra : “Uma homenagem que quero fazer do fundo do coração. Ele foi um honrado senador da república que elevou Sergipe e quando você vê todos esses escândalos da Petrobras, lembra que ele foi presidente da empresa, mas não vê uma acusação ou qualquer ato que desonre a imagem de homem público que deu a Sergipe muita alegria. Sempre gostei muito de Zé Eduardo pela sua postura e seu comportamento”, revelou o governador Jackson Barreto. As casas, construídas uma área adjacente a Avenida Euclides Figueiredo, possuem infraestrutura de terraplenagem, drenagem pluvial, rede de distribuição de água, esgotamento sanitário, pavimentação, urbanização e execução de Rede de Iluminação Pública e implantação de acessibilidade com pavimentação em piso tátil e rampas para deficiente. São sendo 551 unidades padrão e 29 unidades adaptadas para pessoas com deficiência.
Atualmente, o Porto D'antas tem um perfil de bairro de classe média baixa, com a vantagem de estar a menos de 4km do Centro. Os principais problemas atuais do bairro são as enchentes no período chuvoso que vai de maio a junho. Recentemente a prefeitura de Aracaju iniciou uma grande obra de drenagem para amenizar os problemas

## Orla do Porto D'antas
O bairro Porto D'antas começou a ganhar relevância, tornando-se central, com a remoção das ocupações irregulares que se encontravam as margens da avenida General Euclides Figueiredo. O bairro recebeu diversos aparelhos recreativos na sua orla, dois postos policiais, um posto de saúde, três quadras poliesportivas, três quadras de vôlei de praia, quadra de basquete de rua, dois parques infantis, um campo de futebol, dez quiosques, uma pista e uma rampa de skate, pista de Cooper em concreto com 1.760 metros, anfiteatro, bicicletário, mirante com cobertura em palha, passeios, calçadas e ciclovia, além de cinco mesas de concreto para xadrez e damas. A área de lazer tem dois estacionamentos com capacidade para 128 carros e é dotada de paisagismo com  grama, arbustos e árvores de médio porte, todos margeando um imenso manguezal que embeleza o local.
A Orla que foi inaugurada em 2018, tornou-se um dos pontos turísticos de Aracaju.

## Parque da Cidade
O Parque Governador José Rollemberg Leite, mais conhecido como Parque da Cidade, está situado no Morro do Urubu, no bairro Porto D'antas, porém, devido ao acesso ser através do bairro Industrial muitos se confundem e acabam atribuindo a este, sua localização. Possui uma área de um milhão e 500 mil metros quadrados. Foi construído pelo Prefeito da Capital João Alves Filho, mas não chegou a ser utilizado pela população, devido às fortes chuvas que caíram em 1979, prejudicando as instalações e a infraestrutura. 
Em 1985, ele foi reinaugurado com muita festa, contando com a presença do homenageado, o ex-Governador José Rollemberg Leite, Dom Luciano Cabral Duarte, diversas autoridades, artistas e a população em geral.
Em 2006, o Parque sofreu uma reforma e revitalização, sendo um dos lugares mais agradáveis da cidade. Com mais de 600 mil m² de área verde, o local é o único da cidade com Mata Atlântica preservada. A entrada no parque é gratuita.  Destacam-se seus lagos, um pequeno zoológico, Teleférico, diferentes áreas esportivas e o Mirante da Santa, onde há uma imagem de Nossa Senhora da Conceição.

### Zoológico de Aracaju

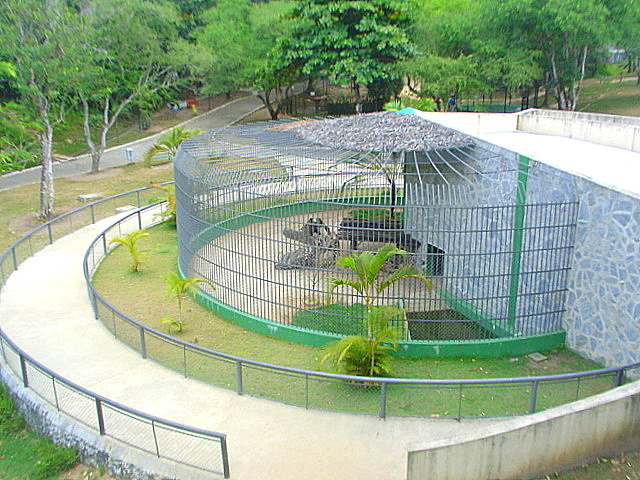
Zoológico de Aracaju.

Até outubro de 2016, o número de animais no zoológico girava em torno de 450. Em janeiro de 2017, houve uma queda para aproximadamente 340 bichos. O local corre risco de ser fechado devido as denúncias de maus-tratos aos animais. 
No ano de 2017, o Portal Infonet noticiou que o Instituto Brasileiro do Meio Ambiente (Ibama) determinou a interdição do Zoológico de Sergipe, por conta de descumprimentos a exigências estruturais, e multou a Emdagro em R$41 mil. O caso aconteceu no mês de maio, e Ibama alegou que não haviam maus-tratos, mas que a medida cautelar servia para preservar a segurança dos animais.
Em junho [2017], o então juiz Edmilson Pimenta, da 3º Vara Federal, decidiu pela reabertura do local, após o órgão estadual levar relatórios que apontavam as melhorias promovidas no zoológico. O antigo presidente da Emdagro, Sérgio Guerra, afirmou à nossa equipe, na oportunidade, que havia sido elaborado um projeto, orçado em mais R$1,7 milhões, para atender às exigências do Ibama, dentro de um prazo de 30 dias.

### Teleférico de Aracaju
O Teleférico de Aracaju é a principal atração do Parque.
Funcionamento

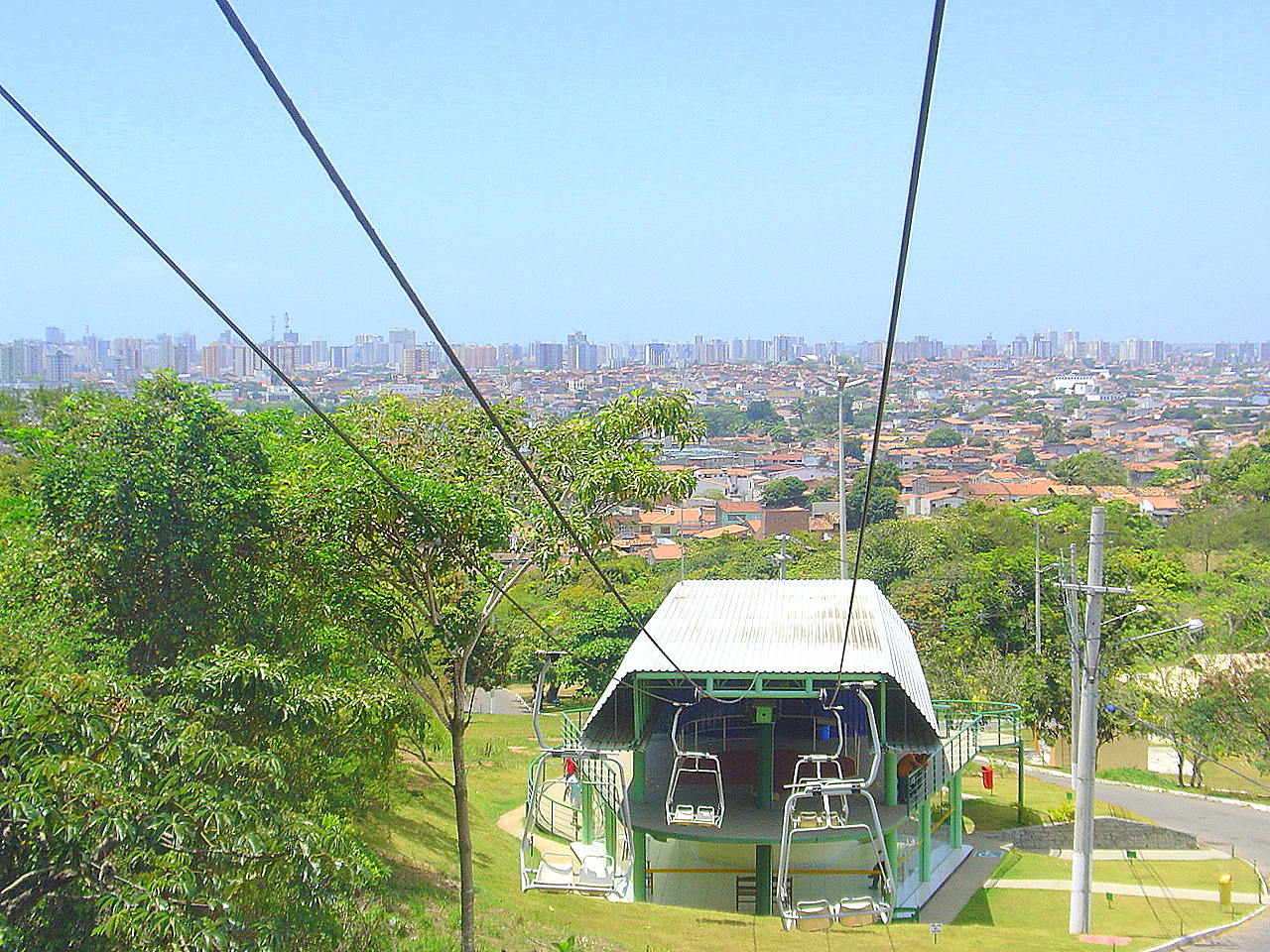
Teleférico de Aracaju.

Terça 9h30 às 16h – Quarta à Sexta 9h30 às 17h
Sábado e Domingo das 8h30 às 17h30
O custo do ingresso pode variar entre R$ 20,00 e R$ 40,00, com duração de até 25 minutos no trajeto de ida e volta – crianças até 5 anos não paga*
Após embarcar no teleférico, o visitante poderá deslumbrar o belo visual da natureza, passar por entre árvores e muito verde e ver do alto algumas atrações do zoológico do parque.

*Valor referente a maio de 2018, atualmente o valor pode não ser esse.

## Principais Logradouros
- Avenida General Euclides Figueiredo
- Rua Antônio dos Santos
- Rua Gerson Farias dos Santos